# Spargaloma
Spargaloma é um gênero de traça pertencente à família Arctiidae.